# Congrès des femmes de l'Ohio de 1851 à Akron
Le Congrès des femmes de l'Ohio à Akron de 1851 se réunit les 28 et 29 mai 1851. C'est à cette occasion que l'oratrice abolitionniste Sojourner Truth prononce, sur les marches de l'église de Old Stone, l'un des discours féministes les plus célèbres de l'histoire américaine. Ce discours, qui n'a pas de titre à l'époque, est aujourd'hui connu sous le nom de Ain't I a Woman? (« Ne suis-je pas une femme ? »), expression qui ne figure pas dans la première transcription de ce texte publiée par l'homme de presse et philanthrope Marius R. Robinson (en). Si l'église de Old Stone n'existe plus, le Comité du Centenaire du suffrage féminin a inauguré une place Sojourner Truth, en 2022, à l'endroit où le discours a été prononcé.

## Histoire
Ce congrès s'est tenu les 28 et 29 mai 1851 à Akron. La convention est présidée par la poétesse Frances Dana Barker Gage, qui a déjà organisé un événement similaire, dans le même État, à McConnelsville, en 1850.
Des militantes célèbres telles qu'Elizabeth Cady Stanton, Lydia Jane Peirson (en) ou Amelia Jenks Bloomer, quoi que n'ayant pas participé physiquement à la manifestation, montrent leur intérêt pour la démarche en écrivant des lettres qui sont lues lors de ce congrès. Outre le droit de vote, les thèmes de l'éducation des enfants et de l'égalité salariale y sont également abordés : une institutrice gagne, à l'époque, deux fois moins que son collègue masculin et les couturières sont payées autour de 1 $ par jour pour 15 à 18 heures de travail quotidien. Ces dernières sont incitées à former des syndicats dans chaque entreprise pour percevoir de meilleurs salaires. Lydia J. Peirson insiste, pour sa part, sur la nécessité de ne pas négliger l'éducation que les jeunes garçons reçoivent dans leurs familles.

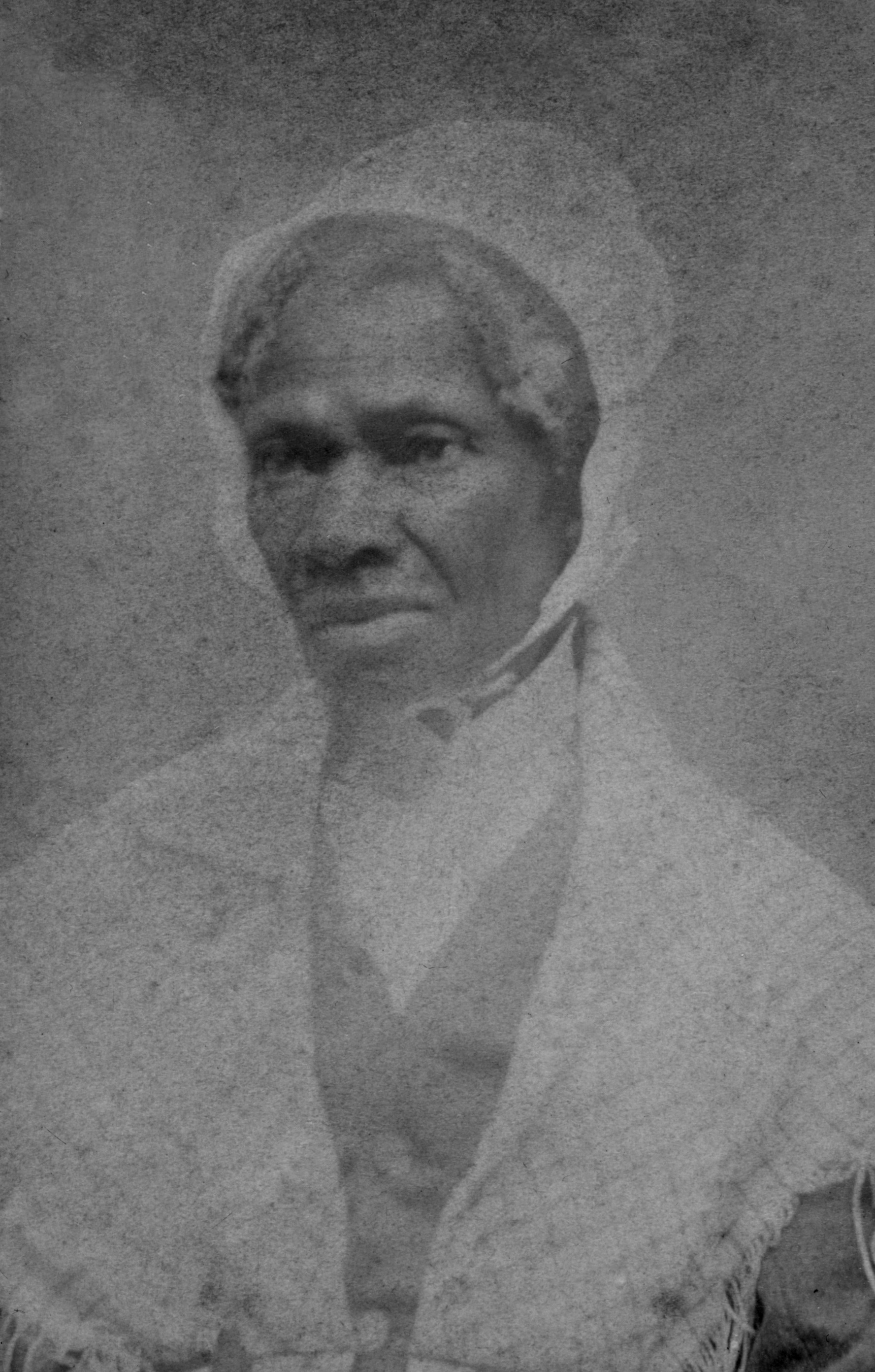
Sojourner Truth, en 1864 environ.

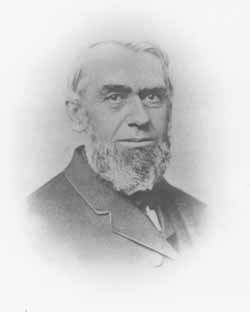
Le philanthrope Marius R. Robinson, l'un des 40 hommes qui assiste au congrès de 1851.

Lors de ce congrès, l'une des oratrices, l'abolitionniste et prédicatrice Sojourner Truth, prononce ce qui est devenu l'un des discours les plus remarquables de l'histoire des femmes américaines. Sans titre à l'époque, le discours est maintenant connu comme «Ain't I a Woman ? ». Sojourner Truth est, cette année là, la seule femme noire présente à la conférence et beaucoup de participantes blanches ne veulent pas qu'elle prenne la parole. Elle  prononce le discours depuis les marches de l'église Old Stone, le deuxième jour de la manifestation,. Il est publié par son ami, le journaliste et philanthrope Marius Robinson (en) dans le journal abolitionniste The Anti-Slavery Bugle le 21 juin 1851,.
Lors de la publication originale, l'expression « Ain't I a Woman ? », typique du Sud, ne figure à aucun moment dans le discours transcrit. Sojourner Truth est d'ailleurs originaire du Comté d'Ulster (état de New York), un comté néerlandophone, où cette expression n'a pas cours.

## Commémorations et hommages
L'église de Old Stone était située au 37 Nord High Street, dans le centre ville, mais elle n'existe plus. Une plaque commémorative en marque l'emplacement .
En août 2022, le Comité du Centenaire du suffrage féminin a inauguré la Sojourner Truth Memorial Plaza, sur High Street à Arkon. Une collecte a été organisée pour permettre à un sculpteur afro-américain originaire d'Arkon, Woodrow Nash, de réaliser une statue de bronze.

## Voir également